# Parhomivka, Trosteaneț
Parhomivka (în ucraineană Пархомівка) este un sat în comuna Boromlea din raionul Trosteaneț, regiunea Sumî, Ucraina.

## Demografie
Componența lingvistică a localității Parhomivka
     Ucraineană (91,67%)
     Rusă (8,33%)
Conform recensământului din 2001, majoritatea populației localității Parhomivka era vorbitoare de ucraineană (91,67%), existând în minoritate și vorbitori de rusă (8,33%).